# Havok (zespół muzyczny)
Havok – thrashmetalowy zespół pochodzący z Denver. W 2009 roku wydał swoją debiutancką płytę Burn.

## Członkowie grupy

### Obecni
- David Sanchez – wokal prowadzący, gitara rytmiczna
- Reece Scruggs – gitara prowadząca
- Nick Schendzielos – gitara basowa, wokal w tle
- Pete Webber – perkusja

### Byli
Gitara basowa:
- Justin Cantrell (oraz wokal)
- Tyler Cantrell (grał na Pwn 'Em All)
- Marcus Corich

Perkusja:
- Scott Fuller
- Ryan Bloom (grał na Burn)
- Richie Tice (grał na Pwn 'Em All)
- Haakon Sjoegren

Gitara:
- Shawn Chavez (grał na Pwn 'Em All oraz na Burn)

## Dyskografia

### Albumy
- Burn (2009)
- Time Is Up (2011)
- Unnatural Selection (2013)
- Conformicide (2017)

### Single
- Murder by Metal (2006)
- Fatal Intervention (2010)
- Scumbag in Disguise (2011)

### Albumy EP
- Thrash Can (2004)
- Pwn Them All (2005)
- Point of No Return (2012)